# Camp Toccoa

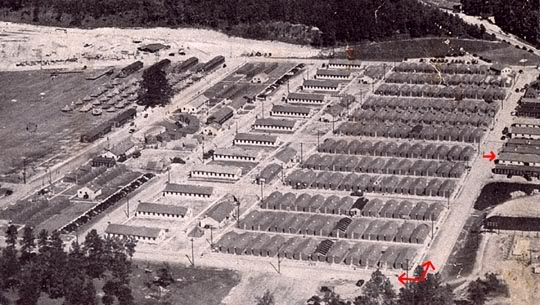
Camp Toccoa

Camp Toccoa (früher Camp Toombs) war ein Ausbildungslager der United States Army für Fallschirmjäger während des Zweiten Weltkriegs. Es befand sich etwa fünf Meilen westlich von Toccoa im US-Bundesstaat Georgia. Zu den Einheiten im Camp zählte das 506th Infantry Regiment; die Geschichte der 5. Kompanie (Company E, „Easy Company“) wurde 2001 in der HBO-Miniserie Band of Brothers – Wir waren wie Brüder thematisiert. Die Handlung der Serie basiert auf dem gleichnamigen Buch des Historikers Stephen E. Ambrose.

## Errichtung
Das Trainingslager wurde 1938 als Camp Toombs geplant. Die Nationalgarde Georgias und die Works Projects Administration begannen am 17. Januar 1940 mit der Errichtung, der Standort wurde am 14. Dezember seiner Bestimmung übergeben. Das Camp war anfangs nach dem Konföderierten Bürgerkriegsgeneral Robert Toombs benannt.
Colonel Robert Sink, Kommandeur des 506. Infanterieregiments, einer der ersten Einheiten, die in Camp Toccoa aufgestellt wurden, mochte den Namen nicht. Er befürchtete, dies würde die ankommenden jungen Soldaten zum Aberglauben verleiten. Denn nachdem diese über die State Route 13 anreisten und an der Toccoa Casket (engl. für Sarg) Company vorbeikamen, wären sie im Camp Tombs (engl. für Gräber) angekommen. Sink überzeugte das Kriegsministerium, den Namen in Camp Toccoa zu ändern.

## Während des Kriegs
Als die United States Army 1942 den Standort übernahm, gab es dort wenige Gebäude oder dauerhafte Bauwerke, das meiste Personal musste in Zelten untergebracht werden. Permanente Mannschaftsbaracken waren erst verfügbar, nachdem die ersten Soldaten zu Ausbildung angekommen waren. Anfangs wurde das Sprungtraining vom nahegelegenen Toccoa Municipal Airport aus durchgeführt. Nach einem Trainingsunfall wurde die Start- und Landebahn des Flughafens als zu kurz für sichere Starts und Landungen der C-39 und C-47 erachtet. Alle weiteren Sprungtrainings wurden nach Fort Benning verlegt. Da es im Camp Toccoa in der Anfangszeit keinen Schießstand gab, mussten die Soldaten etwa 40 Meilen bis zum Clemson Agricultural College im benachbarten Bundesstaat South Carolina – bis 1955 auch eine Militärschule – marschieren, um am dortigen Schießstand zu trainieren.
Alle Fallschirmjäger in Ausbildung mussten regelmäßig den 529 Meter hohen Currahee Mountain oberhalb des Camps hinauflaufen. Diese anstrengende Aufgabe wurde in der Fernsehserie Band of Brothers – Wir waren wie Brüder mit dem Ruf „Drei Meilen rauf, drei Meilen runter“ („Three miles up, three miles down“) mehrmals thematisiert. Mitglieder des 506. Fallschirmjägerregiments bezeichnen sich selbst als „Currahees“ (der englische Name stammt von gurahiyi aus der Sprache der Cherokee, das vermutlich alleine stehend bedeutet). Der Currahee ist auf dem Abzeichen des 506. Regiments und verdeutlicht die Bedeutung des Berges für die Entstehung des Regiments.
Wichtige Einheiten, die in Camp Toccoa ausgebildet wurden, waren:
- 501st Parachute Infantry Regiment (501. Fallschirmjäger-Infanterie-Regiment), Teil der 101st Airborne Division
- 506th Parachute Infantry Regiment (506. Fallschirmjäger-Infanterie-Regiment), Teil der 101st Airborne Division
- 507th Parachute Infantry Regiment (507. Fallschirmjäger-Infanterie-Regiment), Teil der 82nd Airborne Division und der 17th Airborne Division
- 511th Parachute Infantry Regiment (511. Fallschirmjäger-Infanterie-Regiment), Teil der 11th Airborne Division
- 517th Parachute Infantry Regiment (517. Fallschirmjäger-Infanterie-Regiment), Teil der 17th Airborne Division und der 13th Airborne Division
- 457th Parachute Field Artillery Battalion (457. Fallschirmjäger-Artillerie-Battalion), Teil der 11th Airborne Division
- 295th Ordnance Heavy Maintenance Company (FA) (295. Nachschub-Instandsetzungs-Kompanie (FA)), absolvierte die Grundausbildung in Camp Toccoa, vom 21. Juli 1943 bis 24. November 1943
- 296th Ordnance Heavy Main Company (CT) (296. Nachschubkompanie CT), absolvierte die Grundausbildung in Camp Toccoa vom 21. Juli 1943 bis 24. November 1943

1943 besuchte der Komiker Bob Hope Camp Toccoa. Er sagte zu den Soldaten: „Ihr seid so rau, Ihr seht aus wie Wheaties (eine Sorte Frühstücksflocken, die aus Weizen und Kleie hergestellt wird) mit Beinen.“
Nach der Kapitulation Japans gab die U.S. Army Camp Toccoa 1946 zurück unter die Kontrolle des Bundesstaates.

## Nachkriegsnutzung
In den späten 1940er Jahren wurde aus Camp Toccoa ein Außenlager des Staatsgefängnisses von Georgia, dem Georgia State Prison. Es wurden in erster Linie junge Straftäter dort untergebracht. Nach wiederholten Ausbrüchen wurde die Anstalt in den 1950er Jahren in das neue Arrendale State Prison in Alto verlegt. Einen Teil des Geländes übernahm später die Patterson Pump Company, die dort Pumpen für industrielle Anwendungen, Schmutzwasserpumpen, Feuerlöschpumpen, sowie Pumpen für Heizung, Lüftung und Klimatechnik herstellt.

## Erhaltung
2012 wurde die gemeinnützige Stiftung Camp Toccoa at Currahee gegründet. Diese soll an die Leben und die Taten der Fallschirmjäger erinnern, die im Camp Toccoa während des Zweiten Weltkriegs ausgebildet wurden. Außerdem wurde eine Planung vorgestellt, um die Einrichtungen des Lagers zu restaurieren. Das einzige im Original erhaltene Gebäude aus der Zeit des Zweiten Weltkriegs war die Kantine des Trainingslagers.
Der Colonel Robert F. Sink Memorial Trail verläuft von ehemaligen Camp Toccoa über die Currahee Mountain Road zum Gipfel des Currahee. Dieser Wanderweg wurde in Gedenken an die Soldaten angelegt, die im Camp Toccoa ihre Ausbildung zum Fallschirmjäger absolviert haben und dieselbe Route liefen. Der Ausgangspunkt des Wegs ist eine Gedenktafel für „Col. Bob“ Sink. Der Memorial Trail ist der Austragungsort für die Annual Currahee Challenge, einem drei und sechs Meilen langen Lauf auf den Berg, der im Herbst veranstaltet wird.